# Psie życie
Psie życie (A Dog's Life, pol. także Pieskie życie) – krótkometrażowy film w reżyserii Charliego Chaplina.
Opowieść o biednym włóczędze, który – choć biedny – pozostaje człowiekiem o dobrym sercu, współczującym i pomagającym innym w potrzebie.

## Obsada
- Charlie Chaplin
- Edna Purviance
- Tom Wilson
- Sydney Chaplin
- Henry Bergman
- Charles Reisner
- Albert Austin